# Kamienica Pod św. Anną w Krakowie
Kamienica Pod św. Anną – zabytkowa kamienica znajdująca się w Krakowie, w dzielnicy I przy Rynku Głównym 14, na Starym Mieście. Jej nazwa wywodzi się od nieistniejącej już figury św. Anny, która zdobiła niegdyś fasadę budynku.

## Historia
Pierwsze pisemne wzmianki o kamienicy w miejscu kamienicy Pod Św. Anną pochodzą z 1373. Do dzisiaj z tego okresu zachowały się gotyckie piwnice, położone na głębokości 5 metrów. Renesansowy wystrój zawdzięcza ona przebudowie w XVI w. W tym okresie kamienica posiadała drewnianą kładkę, która łączyła ją z kamienicą Pod Złotą Głową. Przez następne stulecia znajdowała się w posiadaniu wielu właścicieli, pochodzących przeważnie z krakowskich rodzin kupieckich i rzemieślniczych (Delpacowie, Belli, Orłowscy).
Podczas pożaru miasta w 1850 roku kamienica została doszczętnie strawiona przez ogień. To po tym roku uzyskała obecne wnętrze i klatkę schodową ze zwieńczeniem ozdobionym freskami przedstawiającymi sceny z Chin. Również z tego okresu pochodzą freski i zdobienia ścian Sali Arkadowej na I piętrze.
Podczas ostatniej przebudowy, prowadzonej przez Adolfa Szyszko-Bohusza w 1938 roku, kamienica uzyskała znany dzisiaj wygląd fasady. Wnętrze zostało ostatni raz gruntownie odnowione w latach 1974 – 1978. 22 czerwca 1978 roku nazwa kamienicy została oficjalnie zmieniona na Dom Polonii.
Do 2005 kamienica posiadała czynne przejścia na każdej kondygnacji do sąsiedniej Kamienicy Celestyńskiej (ul. Grodzka 1).
23 lutego 1968 kamienica została wpisana do rejestru zabytków. Znajduje się także w gminnej ewidencji zabytków.

## Pomieszczenia kamienicy

### Piwnice
W podziemiach budynku, sięgających średniowiecza, obecnie mieści się galeria wystawowa Wspólnoty Polskiej, w której prezentowane są dzieła artystów polskiego pochodzenia z całego świata. Można je podziwiać nieodpłatnie.

### Parter
Na parterze znajdują się: restauracja – we frontowej części budynku i Sala Na Zadzi – od strony ogródka, który nie jest jednak użytkowany.
Restauracja posiada wystrój wyglądem nawiązujący do lat międzywojennych. Cały barek wykonany jest z drewna; z lady wyrastają kolumny, podtrzymuyjące stylową antresolę.

Sala Na Zadzi (nazwa oryginalna) jest pomieszczeniem o przeznaczonym pod organizację imprez, szkoleń czy spotkań towarzyskich. Posiada drewniany sufit z bali dębowych i zdobiące górne części ścian polichromie. Na ścienie z widokiemn na ogród zachowały się renesansowe rzeźbione w pieskowcu ościeża.

### I piętro
Na I piętrze mieszczą się dwie sale o podobnym wykorzystaniu, co Sala Na Zadzi. Pierwsza z nich, Sala Arkadowa, znajduje się nad restauracją. Posiada bogate polichromie na całej powierzchni ścian. Przedstawiają one motywy roślinne, mitologiczne i zwierzęce. Na sali zachowały się oryginalne dwa piece kaflowe z XIX wieku. Przez środek biegnie arkada wsparta na jednej kolumnie; od niej powstała nazwa sali.
Od strony ogrodu znajduje się Sala Renesansowa z podobnymi do Sali Na Zadzi ościeżami i oknami. Jest to największe pomieszczenie w budynku – posiada powierzchnię ok. 100m2. Jej wyposażenie stanowią dębowe krzesła ustawione kinowo oraz fortepian, na którym grywane są koncerty Chopinowskie organizowane przez Wspólnotę Polską. Również w tej sali znajduje się dębowy sufit oraz zachował się piec kaflowy. Mogą odbywać się tutaj również wesela oraz szkolenia. Z sali można wyjść na drewniany balkon z widokiem na ogród.

### II piętro
II piętro mieści część biurową Domu Polonii. Znajdują się tu księgowość, administracja, pokoje dyrektora i prezesa oraz kuchnia z łazienką. W pomieszczeniach od strony frontu kamienicy znajdują się bogato zdobione, wykonane z gipsu, putta. Sale drugiego piętra nie posiadają drewnianych sufitów.

### III piętro
III Piętro to trzy pokoje hotelowe. Dwa z widokiem na Rynek, jedno (apartament) z widokiem na ogród. W apartamencie również znajdują się dębowe sufity, a także zabytkowe meble – kredens, stół, krzesła oraz zegar kurantowy.

### Strych
Powyżej III piętra znajdują się pomieszczenia gospodarcze – kotłownia, składy i magazyny. Wszystko wieńczy lekoospadzisty dach o pokryciu blaszanym.